# Pan de trigo sarraceno

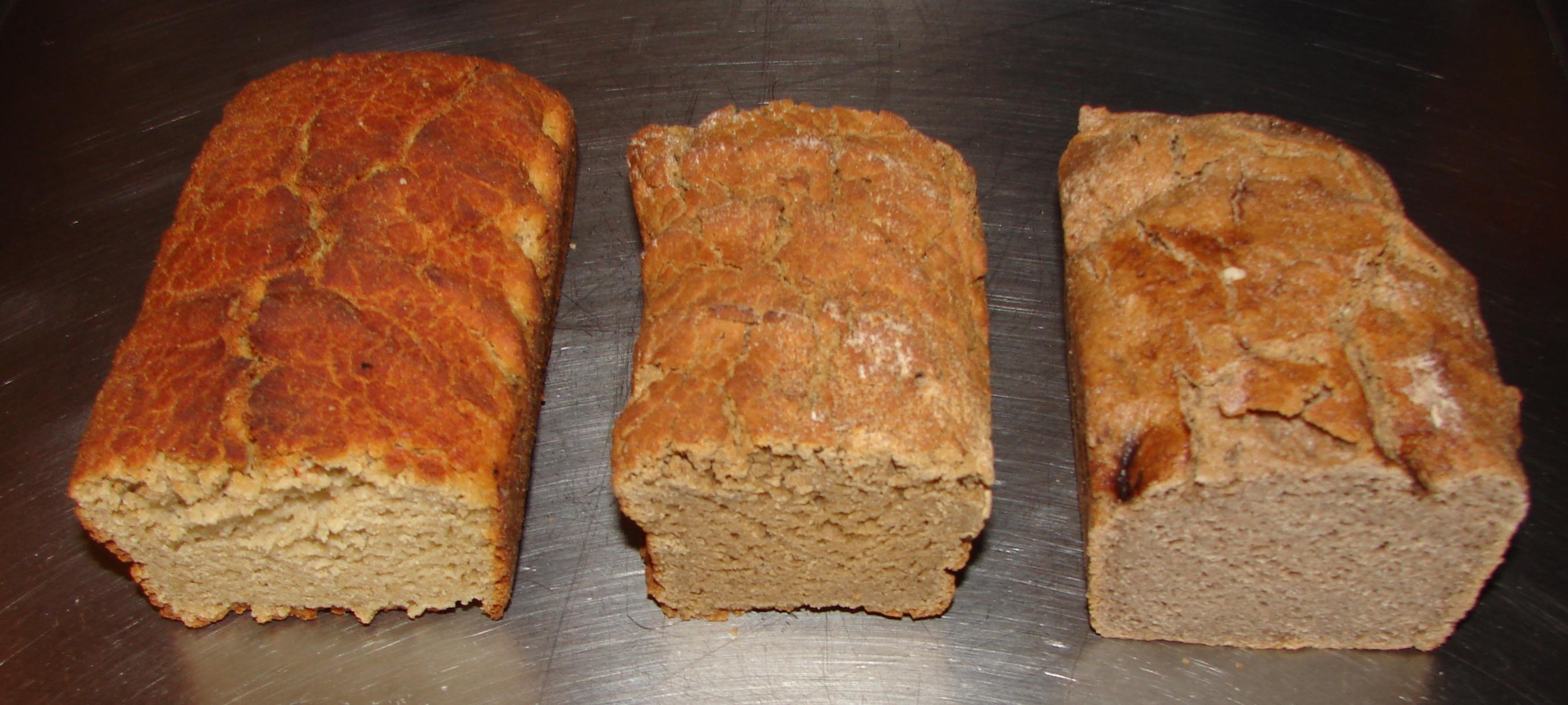
Pan de trigo sarraceno.

El pan de trigo sarraceno es uno de los llamados panes especiales. Se elabora principalmente con harina de trigo sarraceno. También se lo conoce como pan negro en la región francesa de Bais o como pan de carabina. Se suele encontrar en zonas con suelos pobres, como en las regiones de: Bretaña, Maine, Normandía, Lemosín, Auvernia o los Pirineos.

## Características
La harina de trigo sarraceno es difícil de utilizar en la elaboración de pan porque no contiene gluten. Es el gluten el que atrapa las burbujas de gas que se liberan durante la fermentación y ayuda a que el pan suba. Hay que amasarlo, para que siga siendo pan, con una cantidad importante de harina de trigo (grañones y masa fermentada). Sin embargo, la proporción de harina de trigo sarraceno en la masa debe ser de al menos 60 % para que el pan pueda comercializarse bajo este término; si el porcentaje está entre 10 y 40 %, el pan se llama entonces « pain au sarrasin ». Dependiendo de estas proporciones, el pan se asemeja más o menos en su densidad y color a los panes ricos en salvado (pan integral).
El pan de trigo sarraceno se aprecia en combinación con determinados platos como verduras, quesos y pescados. También se elabora en asociación con nueces, avellanas y uvas, y suele acompañarse de sidra.
Especialidad tradicional del oeste de Francia: Bretaña, Maine, aunque también es típico de los países bálticos..
Gachas de trigo sarraceno o “ amoconé ” Se consumía tradicionalmente por la mañana, en Mayenne.